# Roquefort-sur-Soulzon
Pour les articles homonymes, voir Roquefort.
Roquefort-sur-Soulzon est une commune française, située dans le département de l'Aveyron, en région Occitanie. Sa notoriété provient du fromage de brebis qui porte son nom.
Elle fait partie de l'ancienne province du Rouergue, dont la langue vernaculaire était, avant le français, une forme d'occitan, le rouergat.

## Géographie

### Généralités

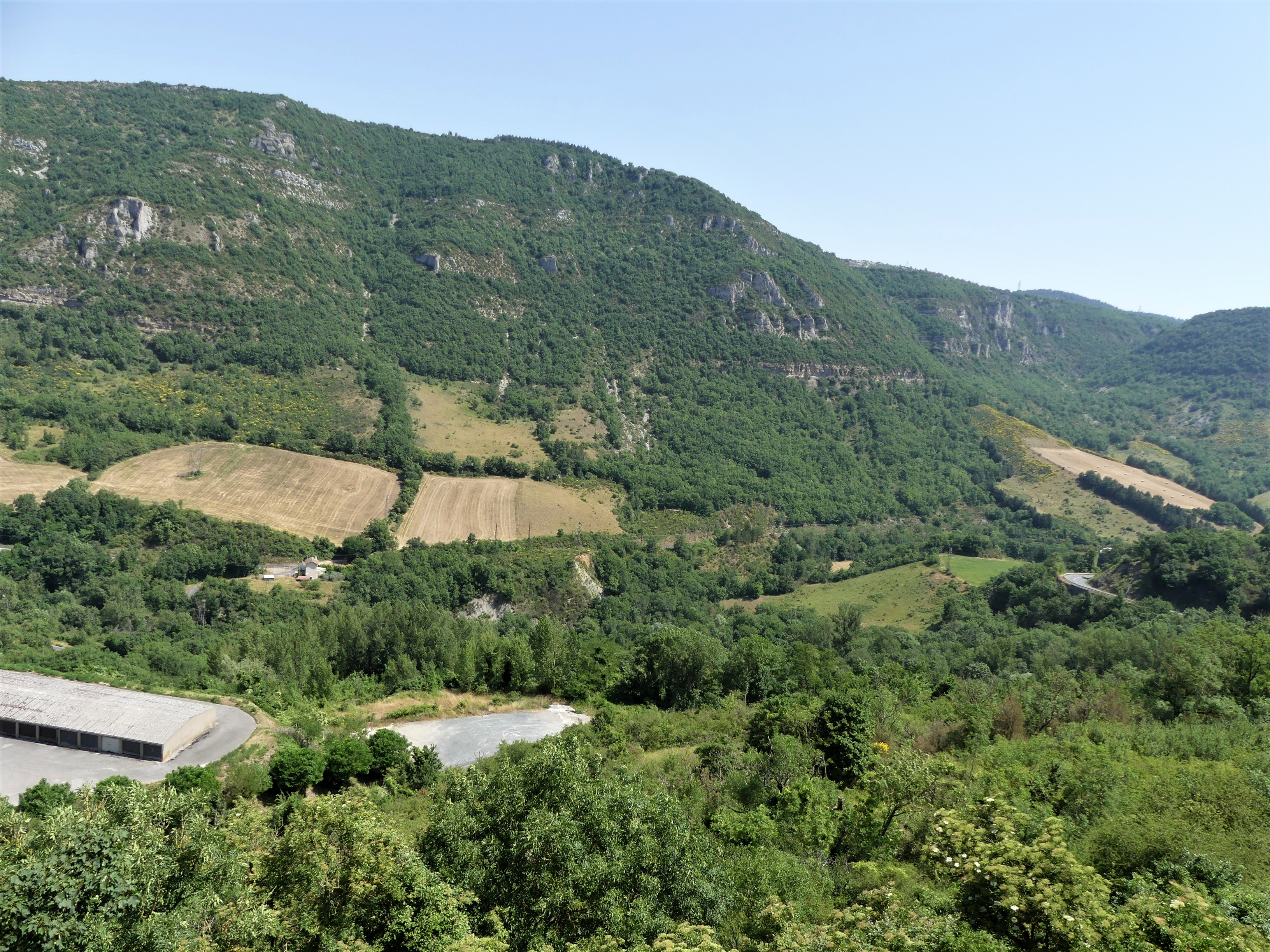
La vallée du Soulzon vue depuis le bourg en direction du nord-est.

Dans le quart sud-est du département de l'Aveyron, dans le parc naturel régional des Grands Causses, la commune de Roquefort-sur-Soulzon matérialise une fraction sud du Massif central. D'une superficie de 17,03 km2, elle s'étend sur une partie des contreforts du Larzac. Elle est traversée du nord-est au nord-ouest sur près de cinq kilomètres par le Soulzon, dont deux kilomètres lui servent de limite naturelle au nord-ouest. Elle est également arrosée par plusieurs de ses affluents mais aussi au sud par des affluents ou sous-affluents de la Sorgues (ruisseaux de Massergues, des Pradeilles, de Saint-Jean, de Vailhauzy).
L'altitude minimale, 424 mètres, se trouve localisée à l'extrême nord, là où le Soulzon quitte la commune et entre sur celle de Saint-Rome-de-Cernon. L'altitude maximale avec 828 mètres est située au nord-est, en limite de Saint-Rome-de-Cernon, sur les hauteurs en rive droite du Soulzon.
Implanté à l'intersection des routes départementales (RD) 23 et 53, le bourg de Roquefort-sur-Soulzon est situé, en distances orthodromiques, huit kilomètres et demi à l'est-nord-est de Saint-Affrique. Il surplombe l'étroite vallée parcourue par le Soulzon et est adossé au flanc nord du Combalou. Des grottes naturelles ont été créées par l'effondrement du plateau calcaire du Combalou, en bordure des Grands Causses. Sur deux kilomètres seulement, une gigantesque fissure a donné naissance à des grottes et à des failles appelées « fleurines » qui, aujourd'hui encore, assurent une ventilation parfaite aux caves aménagées par l'homme dans la roche, les caves de Roquefort où est affiné le fromage qui en a pris le nom, le roquefort.
La commune est également desservie par les RD 293 et 999.

### Communes limitrophes
Roquefort-sur-Soulzon est limitrophe de cinq autres communes.
|                | Saint-Rome-de-Cernon  |                          |
| Saint-Affrique | Roquefort-sur-Soulzon | Tournemire               |
|                | Saint-Jean-d'Alcapiès | Saint-Jean-et-Saint-Paul |

### Climat
Pour des articles plus généraux, voir Climat de l'Occitanie et Climat de l'Aveyron.
En 2010, le climat de la commune est de type climat des marges montargnardes, selon une étude s'appuyant sur une série de données couvrant la période 1971-2000. En 2020, Météo-France publie une typologie des climats de la France métropolitaine dans laquelle la commune est exposée à un climat de montagne et est dans la région climatique Sud-est du Massif Central, caractérisée par une pluviométrie annuelle de 1 000 à 1 500 mm, minimale en été, maximale en automne.
Pour la période 1971-2000, la température annuelle moyenne est de 11,7 °C, avec une amplitude thermique annuelle de 15,8 °C. Le cumul annuel moyen de précipitations est de 990 mm, avec 10,7 jours de précipitations en janvier et 4,9 jours en juillet. Pour la période 1991-2020, la température moyenne annuelle observée sur la station météorologique la plus proche, située sur la commune de La Cavalerie à 14 km à vol d'oiseau, est de 10,1 °C et le cumul annuel moyen de précipitations est de 934,2 mm,. Pour l'avenir, les paramètres climatiques de la commune estimés pour 2050 selon différents scénarios d'émission de gaz à effet de serre sont consultables sur un site dédié publié par Météo-France en novembre 2022.

## Urbanisme

### Typologie
Au 1er janvier 2024, Roquefort-sur-Soulzon est catégorisée commune rurale à habitat dispersé, selon la nouvelle grille communale de densité à 7 niveaux définie par l'Insee en 2022.
Elle est située hors unité urbaine et hors attraction des villes,.

### Lieux-dits et écarts
Le chef-lieu proprement dit est peuplé d'environ 170 habitants permanents, le reste de la population est dispersée dans divers hameaux et lieux-dits : le Bousquet  Bas, le Bousquet Haut, Caumillas, les Espires, Lauras, Montégut, Moussac, Pradeilles, Saint-Privat, Salès, Tendigues.
Lauras est un village  de près de 500 habitants, en expansion démographique, situé à trois kilomètres du chef-lieu. Ses terres sont riches en fossiles.

## Histoire
Le site de Roquefort est fréquenté depuis des millénaires comme l'attestent les riches vestiges de son musée préhistorique (actuellement fermé pour des raisons de sécurité). Dès le Chasséen, vers 4 000 av. J.-C., le site est occupé sans solution de continuité jusqu'à nos jours. Il est qualifié en 1948 par Louis Balsan, de « Capitale de la préhistoire des Grands Causses ».
Au XVe siècle, Charles VII fait du village de Roquefort le seul à pouvoir affiner le roquefort.
En 1666, un arrêt du Parlement de Toulouse autorise des poursuites contre tout fabricant de fromage utilisant l'appellation d'origine roquefort de manière frauduleuse.
En 1925 une loi fixe définitivement le statut de l’appellation d’origine roquefort.

## Politique et administration

### Liste des maires

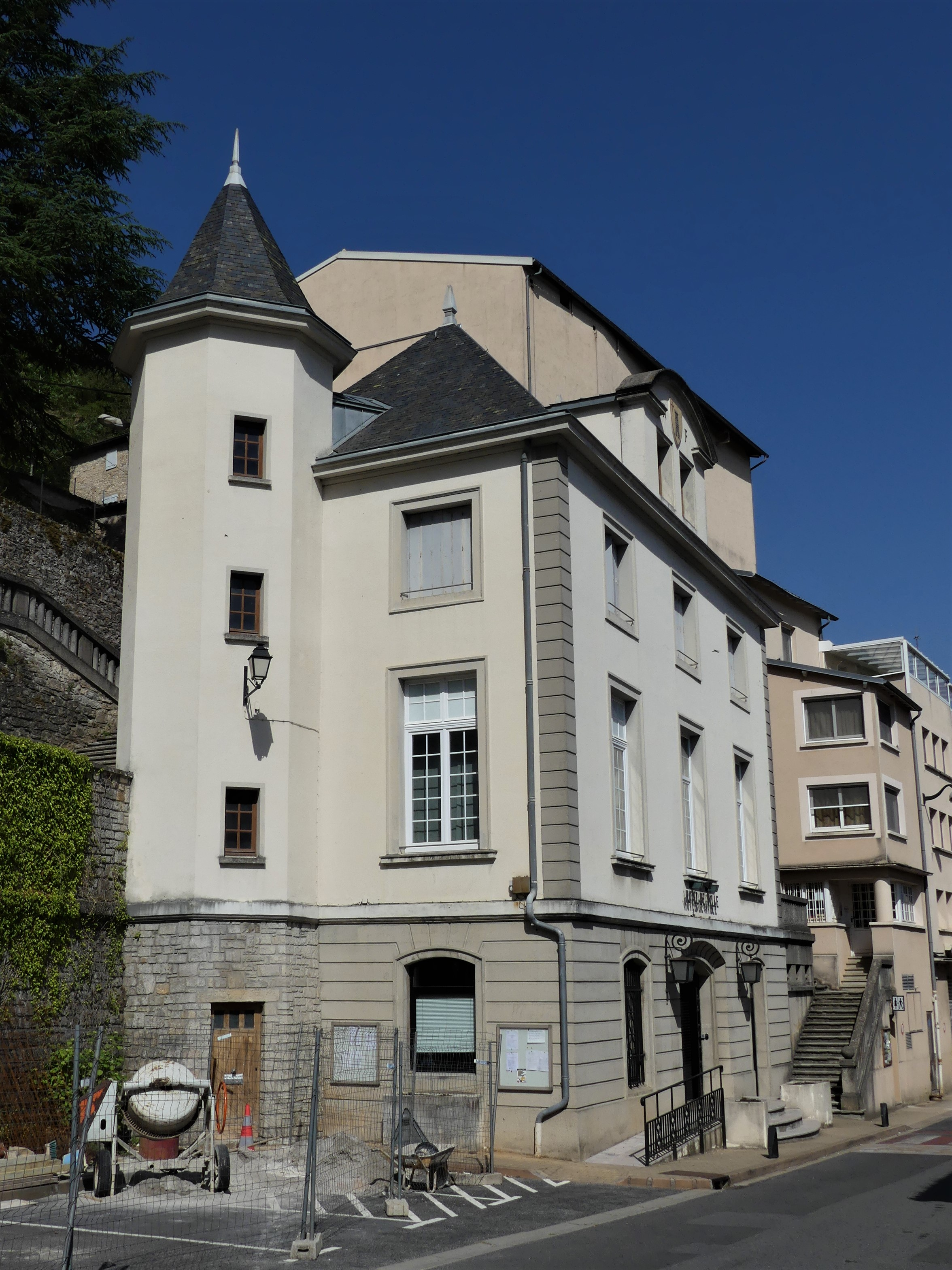
L'hôtel de ville en 2019.

| Période                                  | Période  | Identité          | Étiquette | Qualité                                |
| ---------------------------------------- | -------- | ----------------- | --------- | -------------------------------------- |
| Les données manquantes sont à compléter. |          |                   |           |                                        |
| 1813                                     | 1830     | Antoine Laumière  |           |                                        |
| 1830                                     | 1836     | Marcelin Barascud |           |                                        |
| 1836                                     | 1847     | Étienne Vernhet   |           |                                        |
| 1847                                     | 1878     | Amédée Coupiac    |           |                                        |
| 1878                                     | 1890     | Eugène Abeille    |           |                                        |
| 1890                                     | 1904     | Auguste Vernières |           |                                        |
| 1904                                     | 1906     | Maurice Seres     |           |                                        |
| 1906                                     | 1919     | Louis Maraval     |           |                                        |
| 1920                                     | 1939     | Nicolas Régis     |           |                                        |
| 1939                                     | 1944     | Léon Vernières    |           | 1er adjoint faisant fonctions de maire |
| 1945                                     | 1947     | Louis Treillet    |           | 1er adjoint faisant fonctions de maire |
| 1947                                     | 1965     | Jean Gastal       |           | Industriel fromager                    |
| 1965                                     | 1971     | Henri Treillet    |           | Cadre de la Société des Caves          |
| 1971                                     | 1989     | Benjamin Crouzat  |           | Industriel fromager                    |
| 1989 (réélu en juillet 2020)             | en cours | Bernard Sirgue,   | UMP-LR    | Médecin                                |

## Démographie
L'évolution du nombre d'habitants est connue à travers les recensements de la population effectués dans la commune depuis 1793. Pour les communes de moins de 10 000 habitants, une enquête de recensement portant sur toute la population est réalisée tous les cinq ans, les populations de référence des années intermédiaires étant quant à elles estimées par interpolation ou extrapolation. Pour la commune, le premier recensement exhaustif entrant dans le cadre du nouveau dispositif a été réalisé en 2007.

En 2022, la commune comptait 502 habitants, en évolution de −12,24 % par rapport à 2016 (Aveyron : +0,37 %, France hors Mayotte : +2,11 %).
| 1793 | 1800 | 1806  | 1821  | 1831  | 1836  | 1841  | 1846 | 1851 |
| ---- | ---- | ----- | ----- | ----- | ----- | ----- | ---- | ---- |
| 247  | 362  | 1 114 | 1 239 | 1 315 | 1 272 | 1 388 | 609  | 591  |

| 1856 | 1861 | 1866 | 1872 | 1876 | 1881 | 1886  | 1891 | 1896 |
| ---- | ---- | ---- | ---- | ---- | ---- | ----- | ---- | ---- |
| 704  | 595  | 605  | 990  | 771  | 807  | 1 296 | 971  | 855  |

| 1901 | 1906  | 1911  | 1921  | 1926  | 1931  | 1936  | 1946  | 1954  |
| ---- | ----- | ----- | ----- | ----- | ----- | ----- | ----- | ----- |
| 937  | 1 218 | 1 366 | 1 407 | 1 453 | 1 495 | 1 484 | 1 357 | 1 289 |

| 1962  | 1968  | 1975 | 1982 | 1990 | 1999 | 2006 | 2007 | 2012 |
| ----- | ----- | ---- | ---- | ---- | ---- | ---- | ---- | ---- |
| 1 488 | 1 349 | 949  | 880  | 789  | 679  | 690  | 691  | 620  |

| 2017 | 2022 | - | - | - | - | - | - | - |
| ---- | ---- | - | - | - | - | - | - | - |
| 552  | 502  | - | - | - | - | - | - | - |

## Économie

### Revenus
En 2018  (données Insee publiées en septembre 2021), la commune compte 228 ménages fiscaux, regroupant 511 personnes. La médiane du revenu disponible par unité de consommation est de 22 370 € (20 640 € dans le département).

### Emploi
| Division       | 2008  | 2013  | 2018  |
| -------------- | ----- | ----- | ----- |
| Commune        | 2,4 % | 6,8 % | 7,3 % |
| Département    | 5,4 % | 7,1 % | 7,1 % |
| France entière | 8,3 % | 10 %  | 10 %  |

En 2018, la population âgée de 15 à 64 ans s'élève à 328 personnes, parmi lesquelles on compte 78 % d'actifs (70,7 % ayant un emploi et 7,3 % de chômeurs) et 22 % d'inactifs,. En  2018, le taux de chômage communal (au sens du recensement) des 15-64 ans est supérieur à celui du département, mais inférieur à celui de la France, alors qu'il était inférieur à celui du département et de la France en 2008.
La commune est hors attraction des villes,. Elle compte 1 132 emplois en 2018, contre 1 108 en 2013 et 1 181 en 2008. Le nombre d'actifs ayant un emploi résidant dans la commune est de 233, soit un indicateur de concentration d'emploi de 486 % et un taux d'activité parmi les 15 ans ou plus de 56,6 %.
Sur ces 233 actifs de 15 ans ou plus ayant un emploi, 141 travaillent dans la commune, soit 60 % des habitants. Pour se rendre au travail, 67,9 % des habitants utilisent un véhicule personnel ou de fonction à quatre roues, 1,7 % les transports en commun, 24 % s'y rendent en deux-roues, à vélo ou à pied et 6,4 % n'ont pas besoin de transport (travail au domicile).

### Activités hors agriculture

#### Secteurs d'activités
97 établissements sont implantés  à Roquefort-sur-Soulzon au 31 décembre 2019. Le tableau ci-dessous en détaille le nombre par secteur d'activité et compare les ratios avec ceux du département,.
| Secteur d'activité                                                                                        | Commune | Commune | Département |
| Secteur d'activité                                                                                        | Nombre  | %       | %           |
| --- | ------- | ------- | ----------- |
| Ensemble                                                                                                  | 97      | 100 %   | (100 %)     |
| Industrie manufacturière, industries extractives et autres                                                | 30      | 30,9 %  | (17,7 %)    |
| Construction                                                                                              | 9       | 9,3 %   | (13 %)      |
| Commerce de gros et de détail, transports, hébergement et restauration                                    | 32      | 33 %    | (27,5 %)    |
| Information et communication                                                                              | 1       | 1 %     | (1,5 %)     |
| Activités financières et d'assurance                                                                      | 4       | 4,1 %   | (3,4 %)     |
| Activités immobilières                                                                                    | 2       | 2,1 %   | (4,2 %)     |
| Activités spécialisées, scientifiques et techniques et activités de services administratifs et de soutien | 11      | 11,3 %  | (12,4 %)    |
| Administration publique, enseignement, santé humaine et action sociale                                    | 7       | 7,2 %   | (12,7 %)    |
| Autres activités de services                                                                              | 1       | 1 %     | (7,8 %)     |

Le secteur du commerce de gros et de détail, des transports, de l'hébergement et de la restauration est prépondérant sur la commune puisqu'il représente 33 % du nombre total d'établissements de la commune (32 sur les 97 entreprises implantées  à Roquefort-sur-Soulzon), contre 27,5 % au niveau départemental.

#### Entreprises
Les cinq entreprises ayant leur siège social sur le territoire communal qui génèrent le plus de chiffre d'affaires en 2020 sont : 
- Soc Caves Producteurs Reunis Roquefort - SCPR, commerce de gros (commerce interentreprises) de produits laitiers, œufs, huiles et matières grasses comestibles (602 385 k€) ;
- Societe Affinage-Conditionnement, fabrication de fromage (114 126 k€) ;
- Etablissements Gabriel Coulet, fabrication de fromage (23 734 k€) ;
- Transports Galtier, transports routiers de fret interurbains (15 766 k€) ;
- SICA 2G - Sica2G, commerce de gros (commerce interentreprises) de viandes de boucherie (11 467 k€).

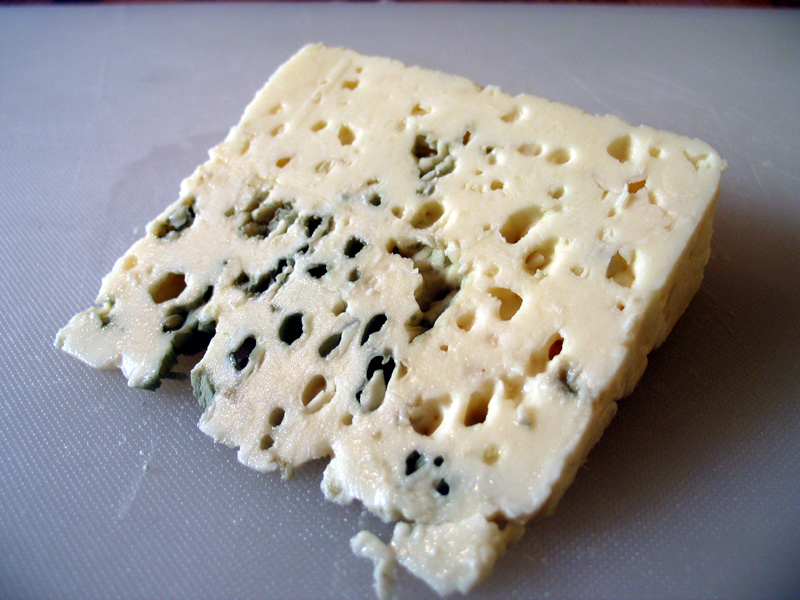
Le fromage de Roquefort.

La commune est principalement connue grâce au fromage du même nom, le roquefort. Le fromage est produit soit par des entreprises locales (la plus ancienne encore en activité étant la fromagerie Gabriel Coulet fondée dès 1872), soit par des groupes importants de l'agro-alimentaire.
Roquefort est une commune à l'activité agro-industrielle où près de mille personnes travaillent à l'affinage de ce fromage. L'économie de la commune est aussi caractérisée par une agriculture traditionnelle extensive basée sur l'élevage pour la production laitière de brebis destinée à l'élaboration des fromages roquefort, pérail, et pour la production de veaux et agneaux destinés à l'engraissement.

### Agriculture
|               | 1988 | 2000 | 2010 | 2020 |
| ------------- | ---- | ---- | ---- | ---- |
| Exploitations | 10   | 6    | 5    | 8    |
| SAU (ha)      | 834  | 915  | 960  | 955  |

La commune est dans les Grands Causses, une petite région agricole occupant le sud-est du département de l'Aveyron. En 2020, l'orientation technico-économique de l'agriculture  sur la commune est l'élevage d'ovins ou de caprins. Huit exploitations agricoles ayant leur siège dans la commune sont dénombrées lors du recensement agricole de 2020 (dix en 1988). La superficie agricole utilisée est de 955 ha,,.

## Culture locale et patrimoine

### Patrimoine naturel
- Caves de Roquefort.
- Failles, monolithes verticaux dites quilles des Baragnaudes.
- Table d'orientation du rocher Saint-Pierre (690 m) : vue sur le Larzac et le Lévézou.
- Chaos rocheux du Sotch de Bayol.
- Un menhir sur la commune, haut de 3,10 m, proche du village, au bord du Soulzon.
- Le sentier des échelles.
- Le rocher du Combalou.

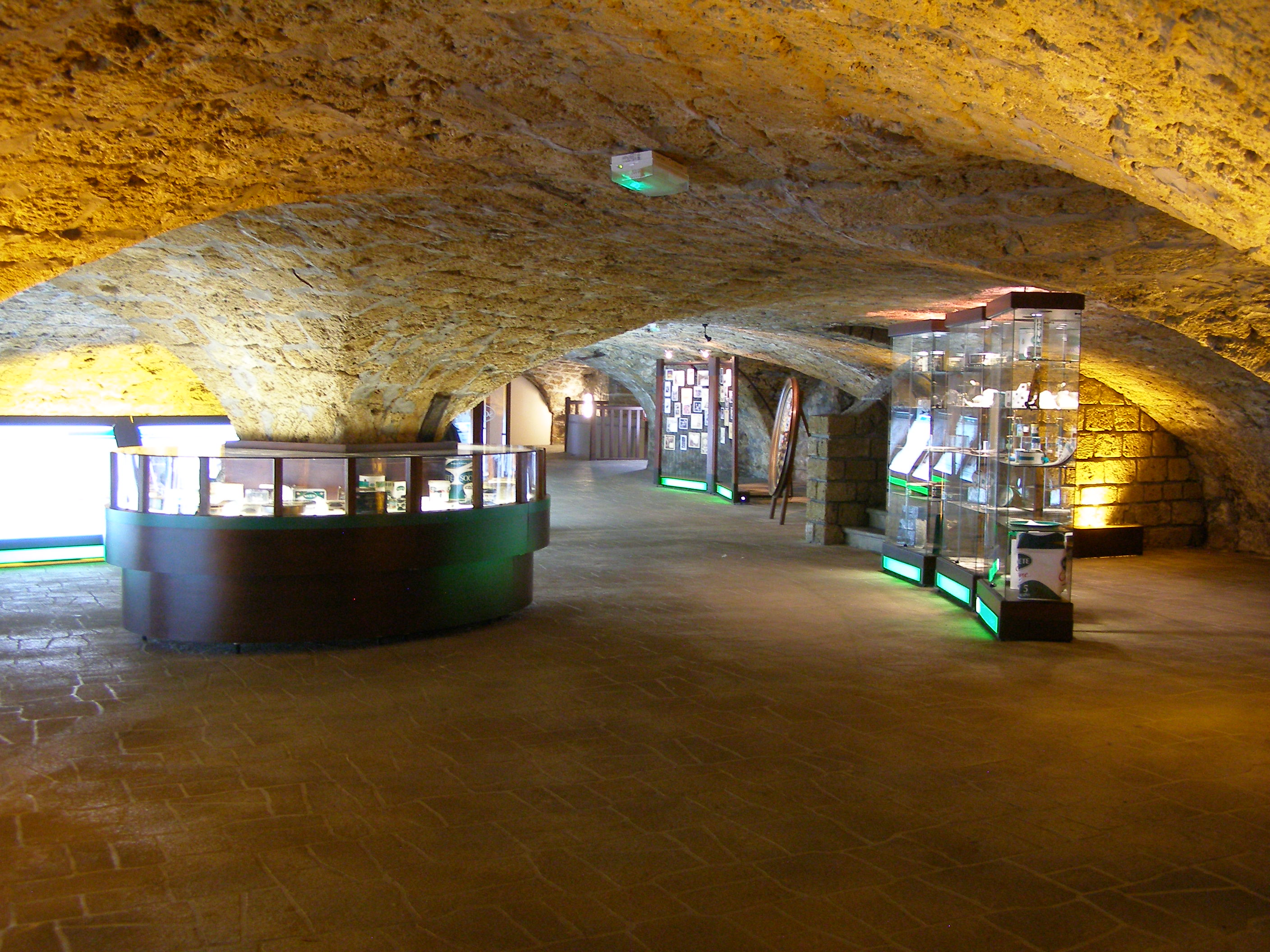
Cave de vente du roquefort.
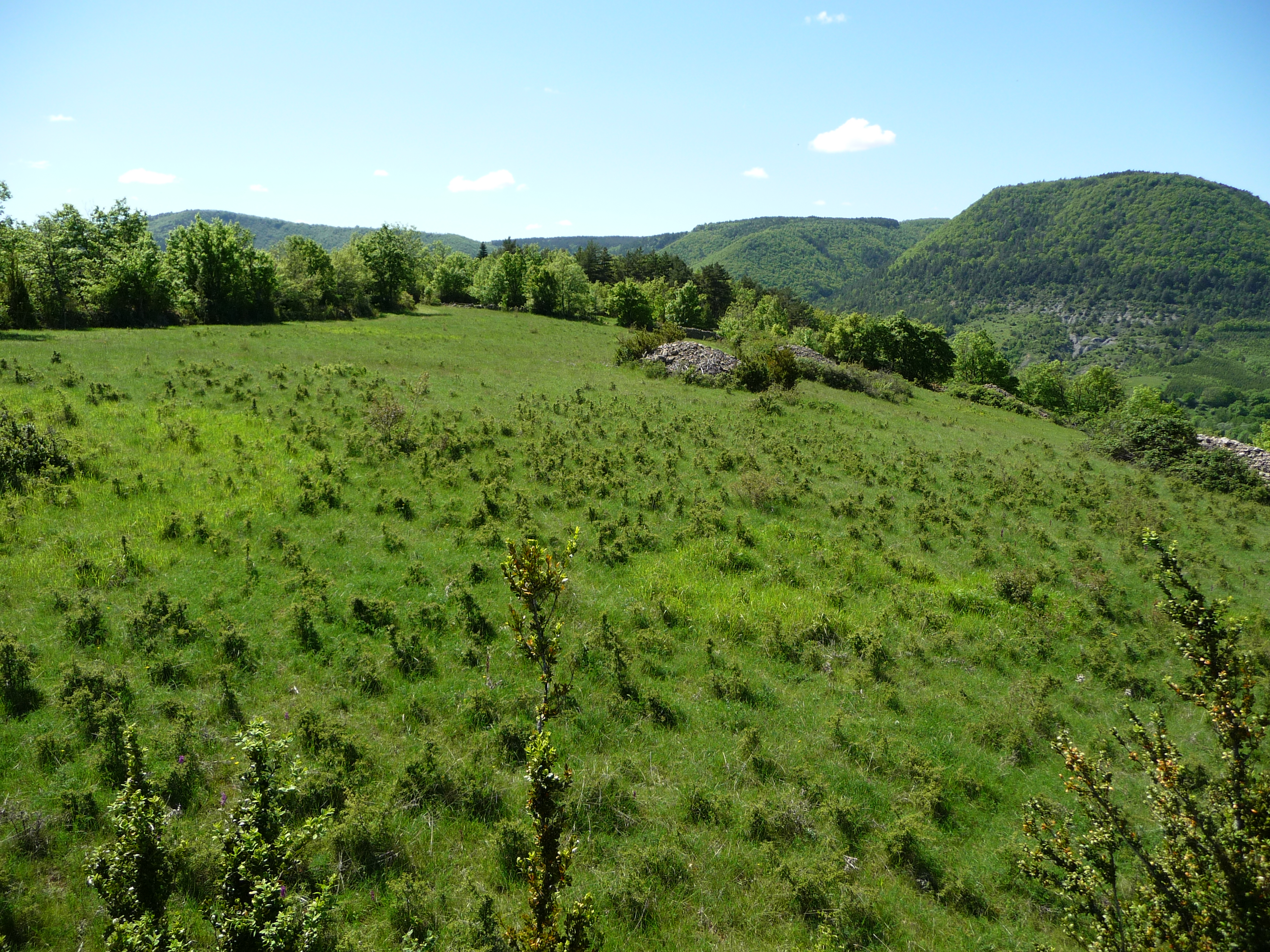
Un pâturage type à brebis : une terre calcaire à pelouses sèches et ses clapàs.
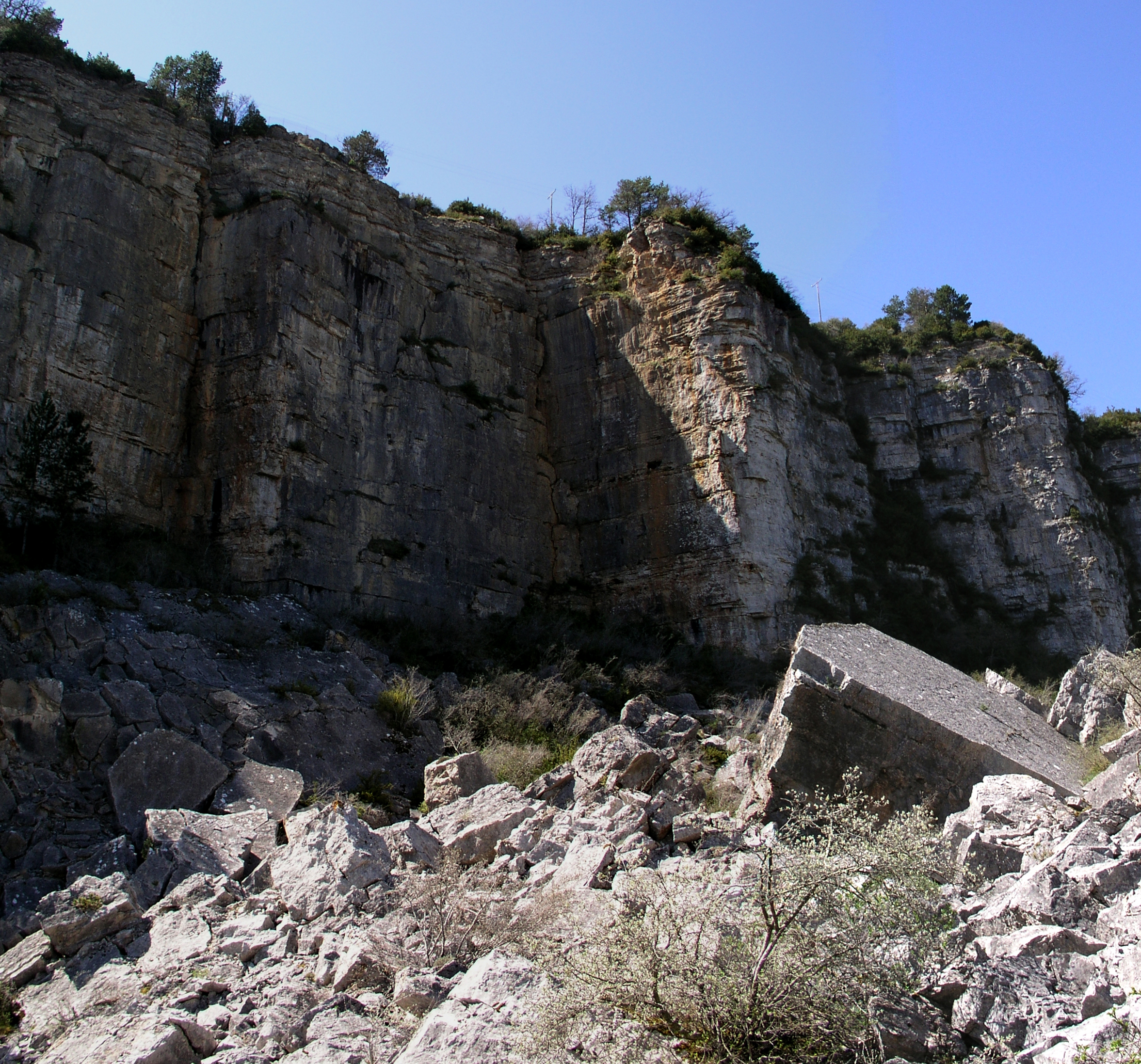
Chaos de blocs au pied du rocher du Combalou.
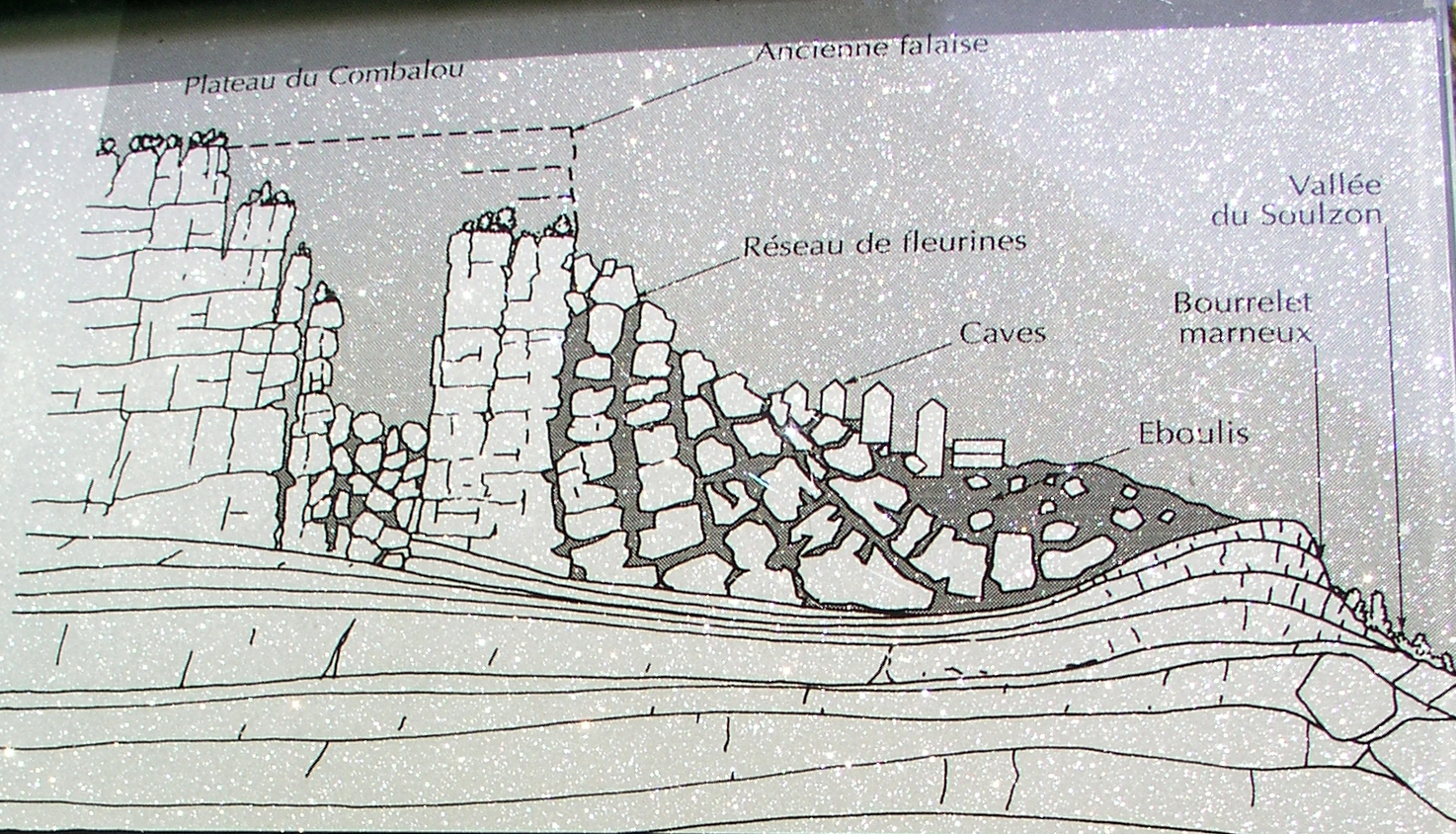
Panneau explicatif sur le sentier des échelles.
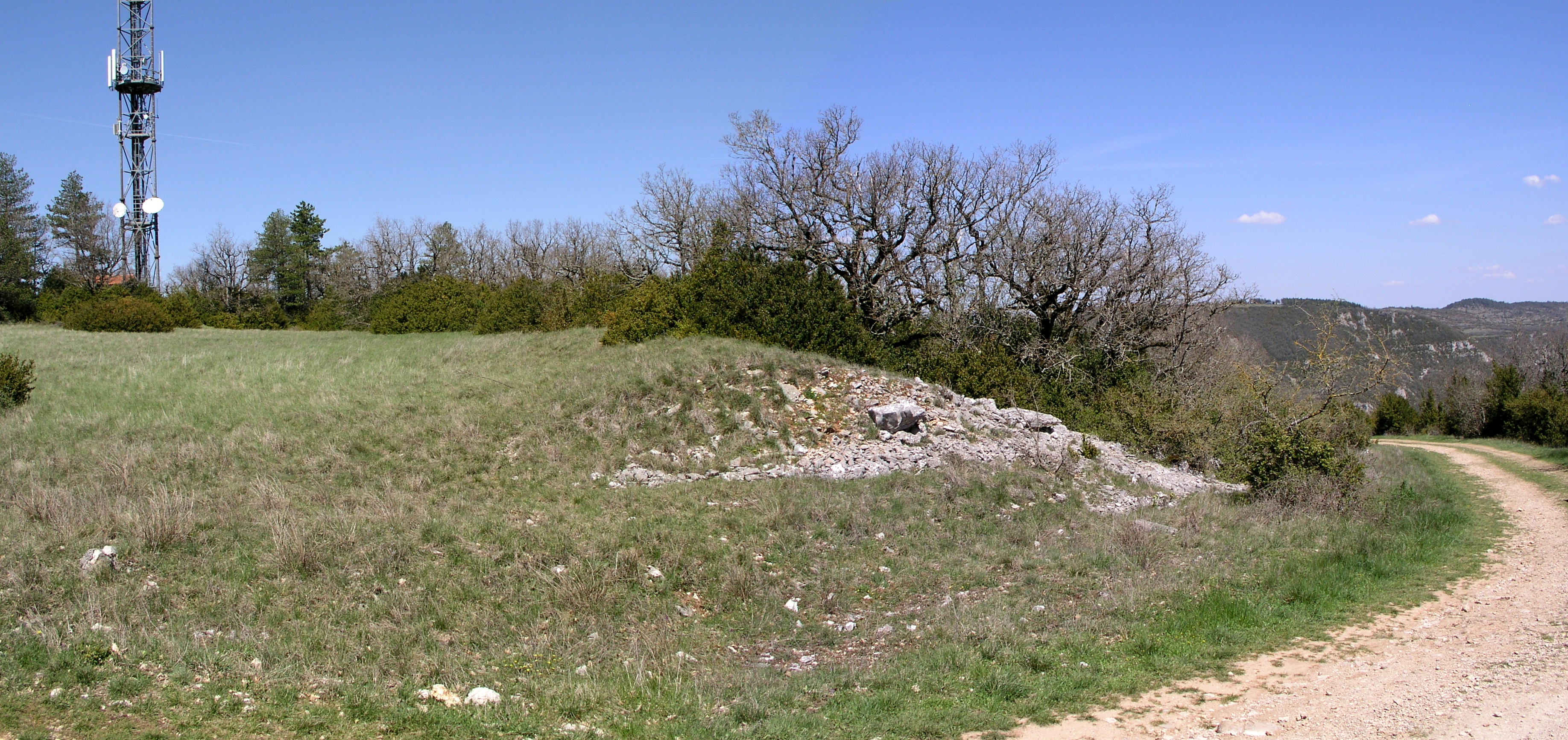
Coupe du rempart protohistorique du Combalou.
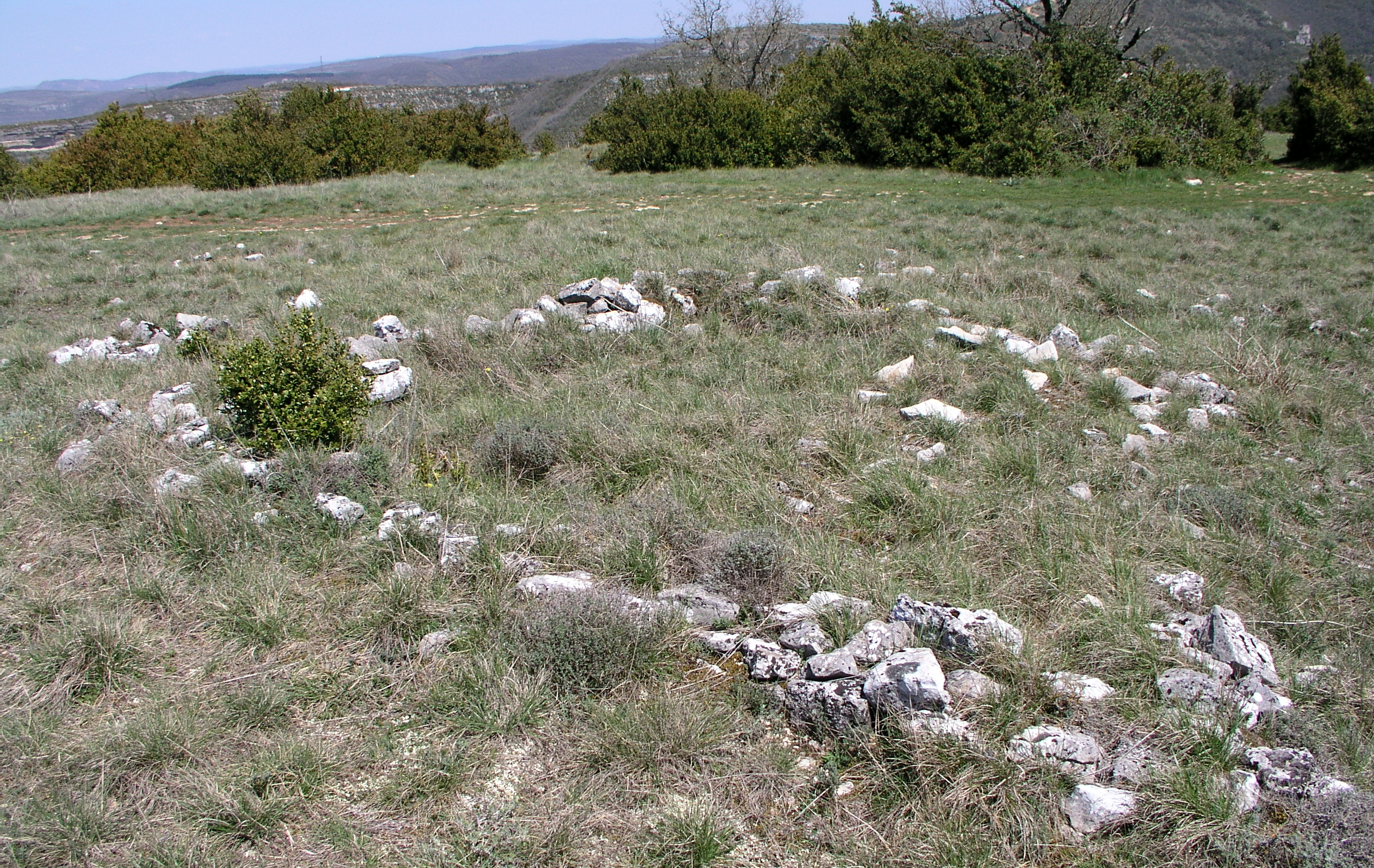
Ruines du temple du Combalou.
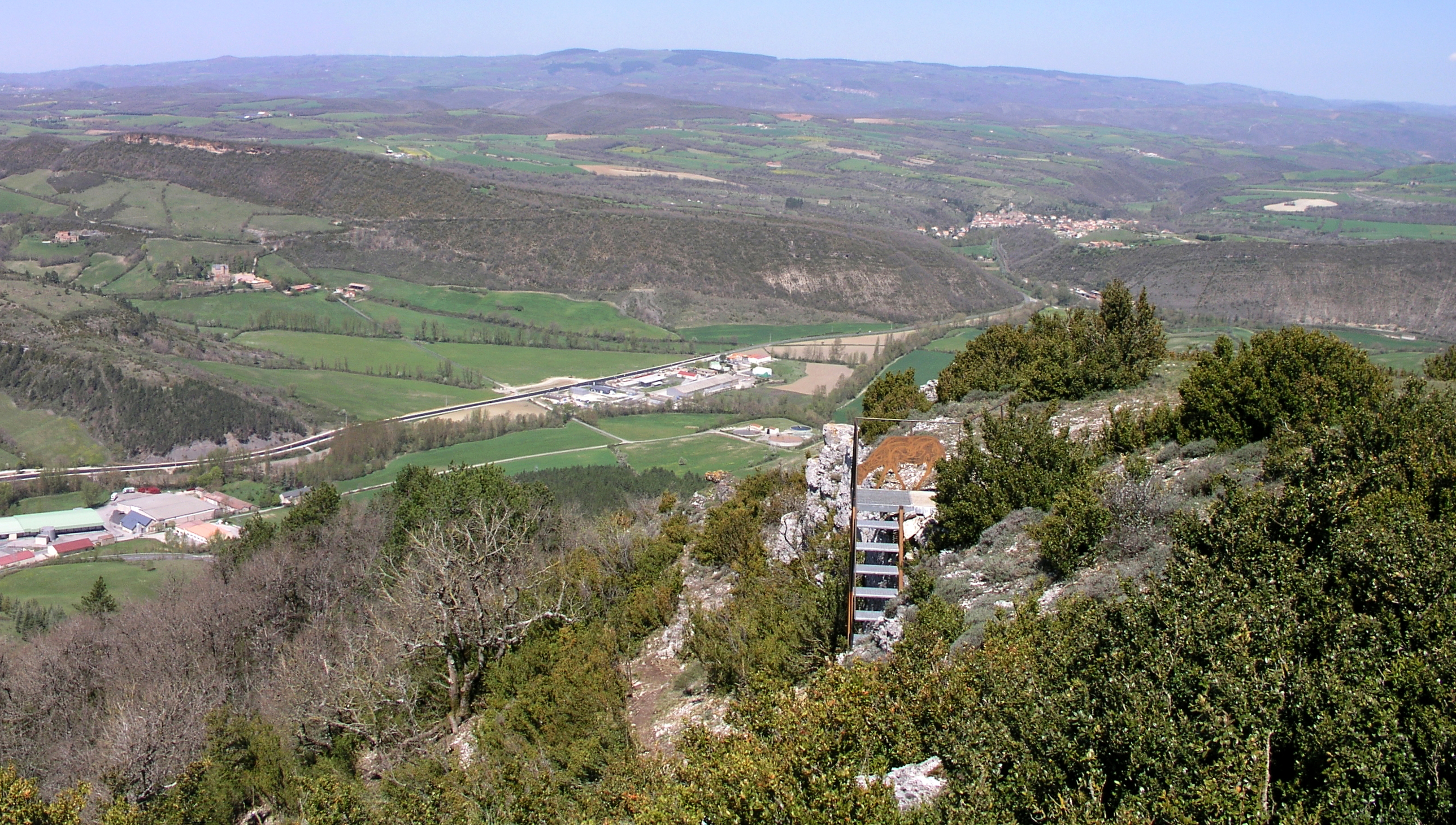
Arrivée du sentier des échelles au sommet du Combalou.
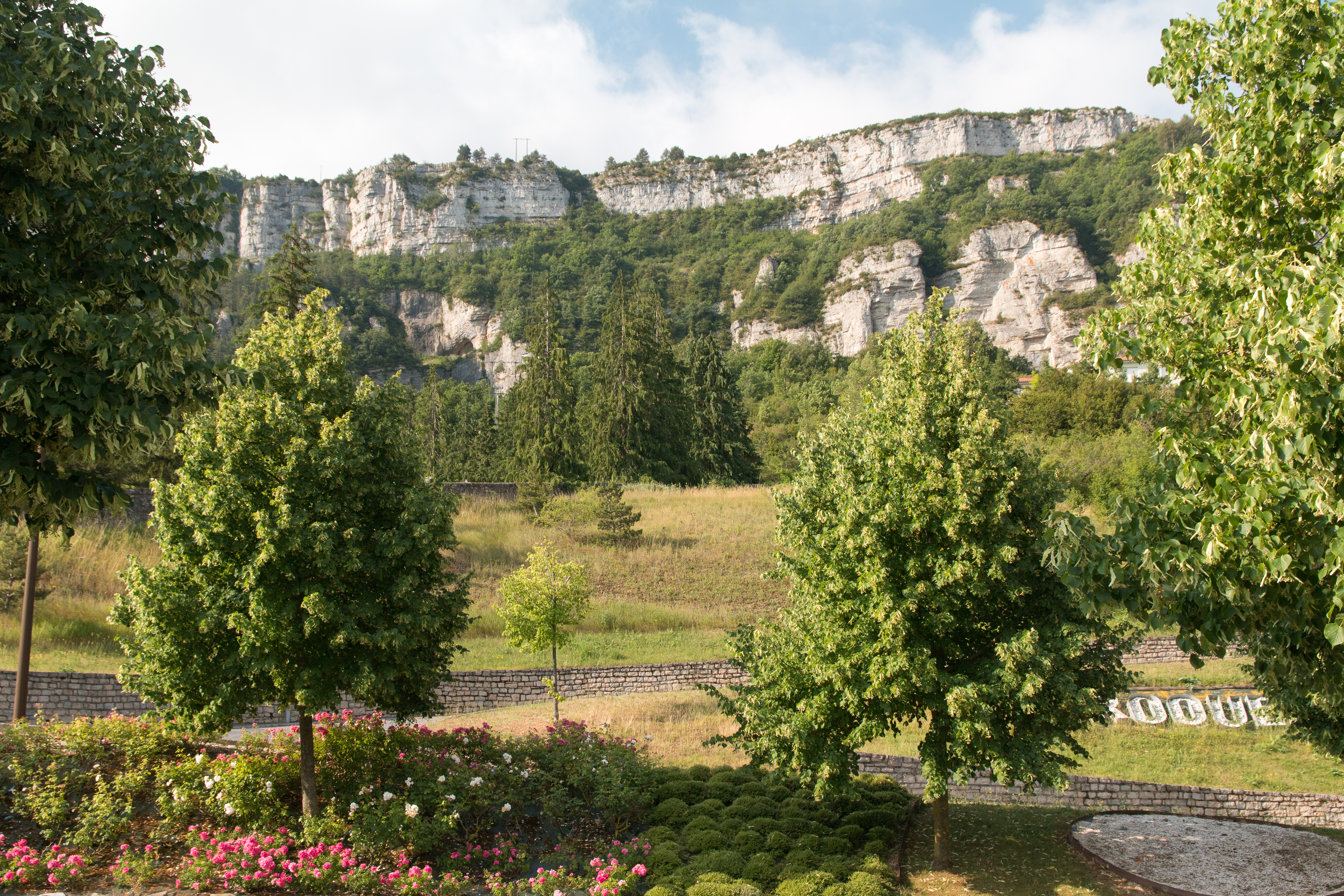
Le rocher du Combalou.
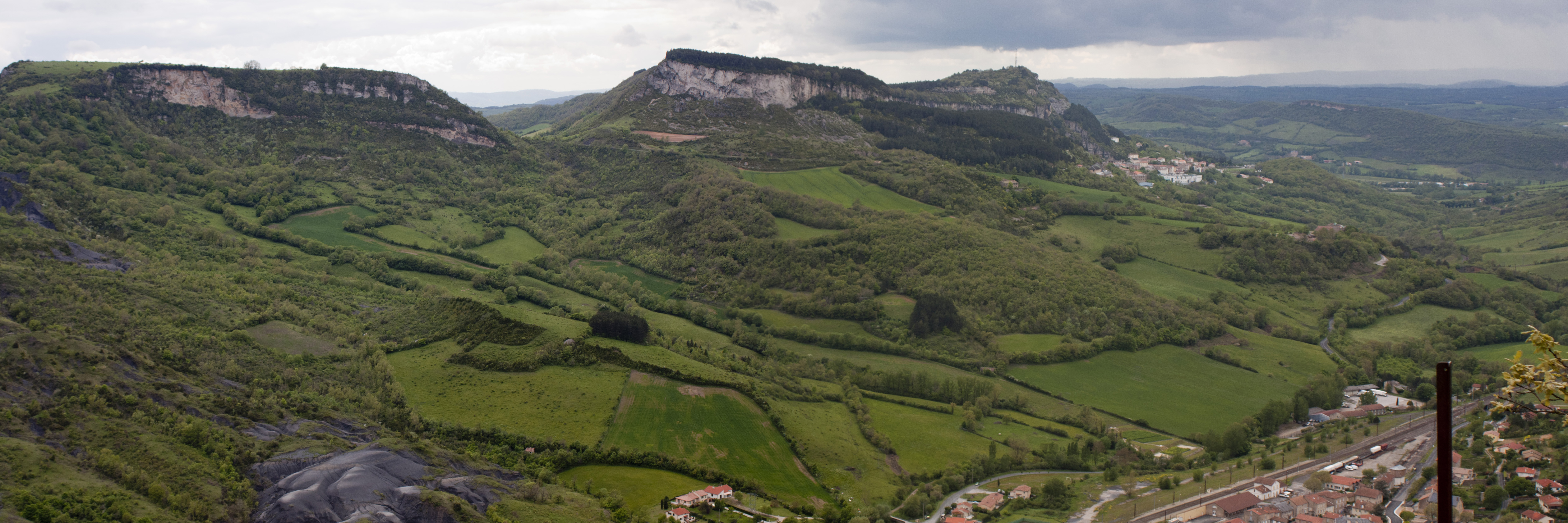
Panorama vers Roquefort-sur-Soulzon.

### Édifices religieux
- Église paroissiale Saint-Pierre datant du XIXe siècle, remaniées
- * au XXe siècle (1957-1958). Elle possède un clocher-peigne doté de cinq cloches.
- Ruines de la chapelle Saint-Pierre du XIe siècle.
- Église Saint-Privat de Lauras.

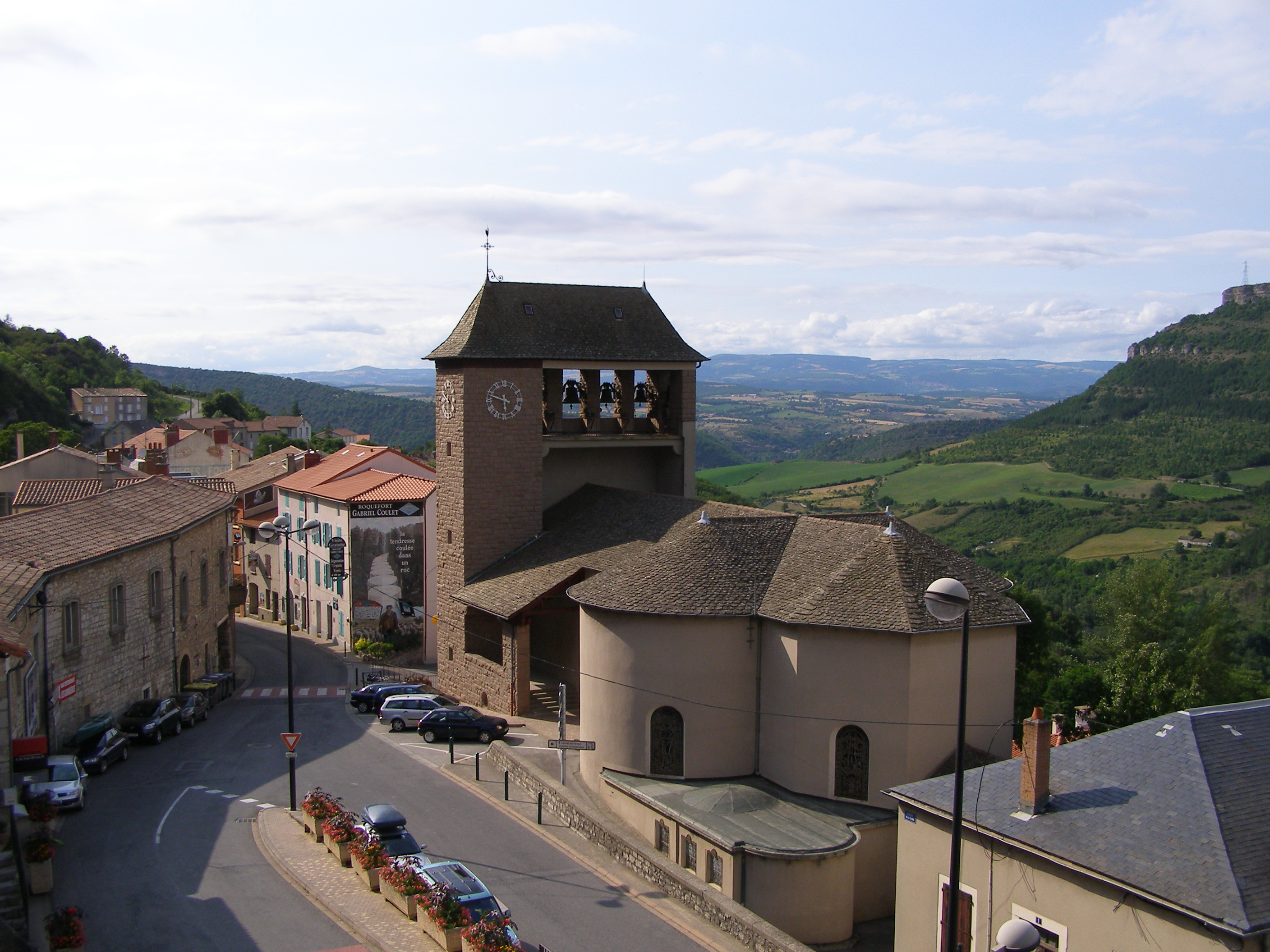
L'église paroissiale Saint-Pierre.
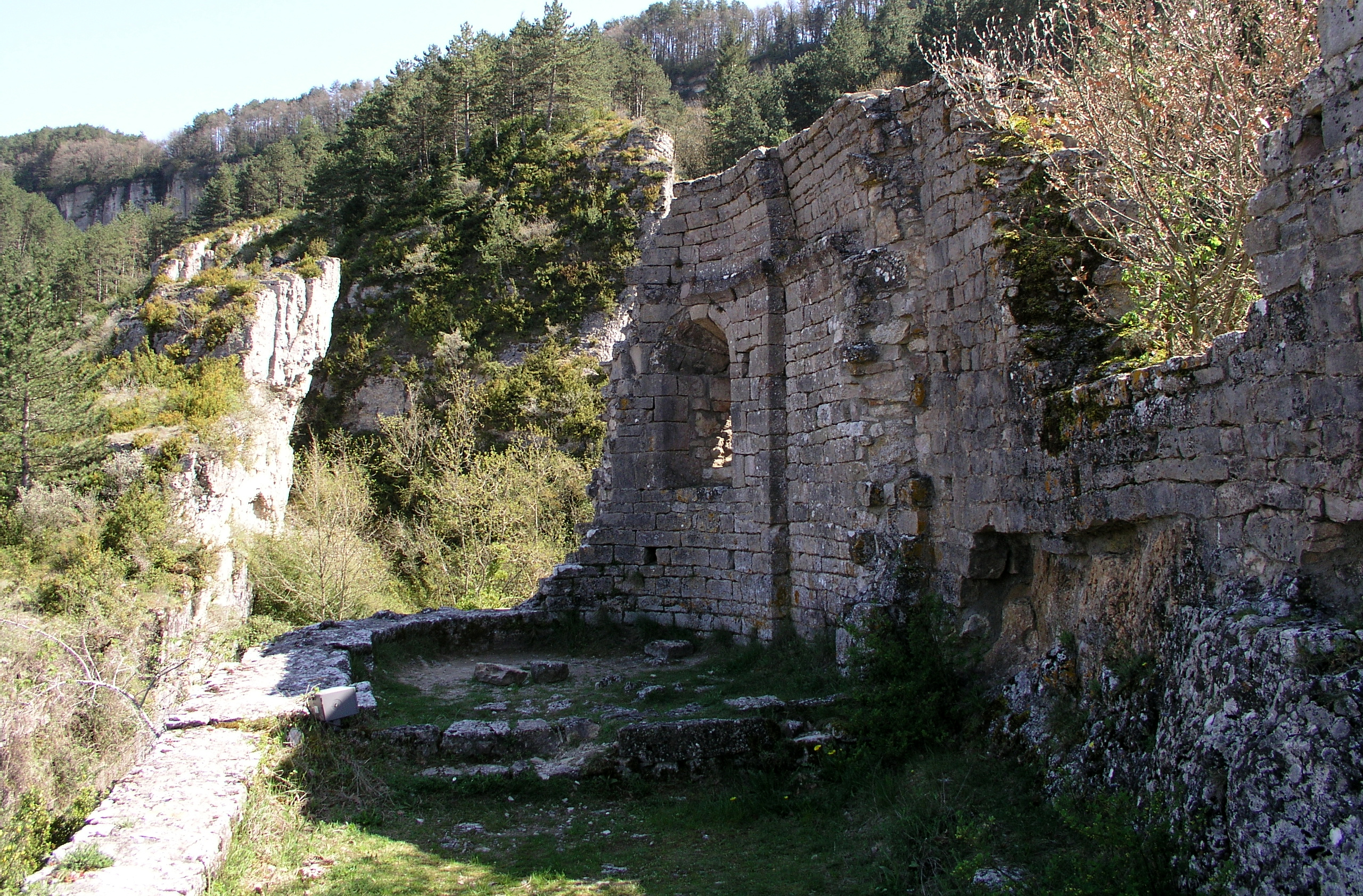
Ruines de la chapelle Saint-Pierre.
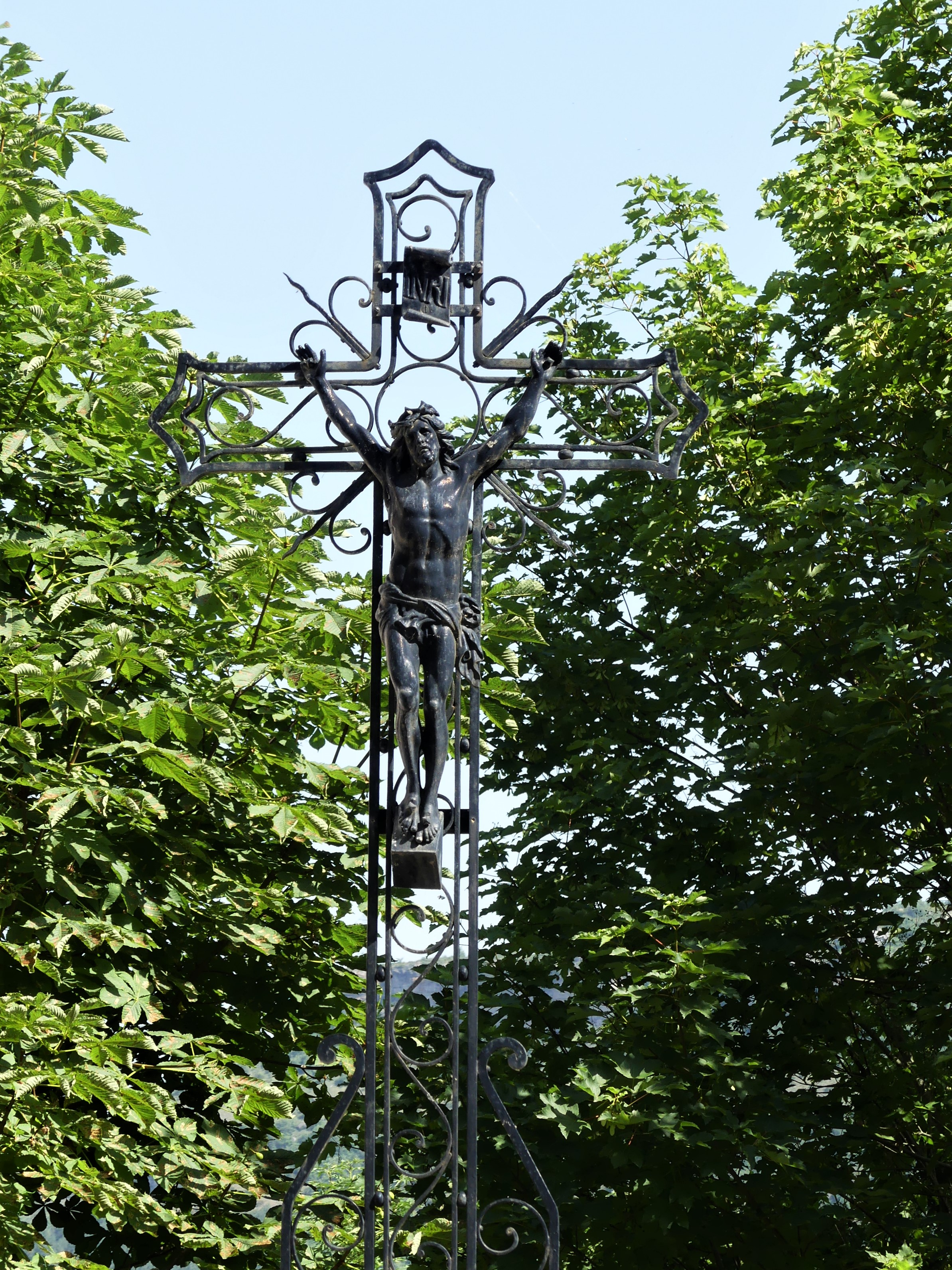
Crucifix dans le bourg.

### Personnalités liées à la commune
- Maurice Astruc (1938-2012), maître affineur de fromage roquefort, connu pour ses apparitions publicitaires.

### Héraldique
| Blason de Roquefort-sur-Soulzon | Blason  | D'argent à la tour de sable ouverte et ajourée du champ, adextrée en chef d'une croix fleurdelisée au pied fiché aussi de sable. |
| Blason de Roquefort-sur-Soulzon | Détails | Le statut officiel du blason reste à déterminer.                                                                                 |

## Photothèque

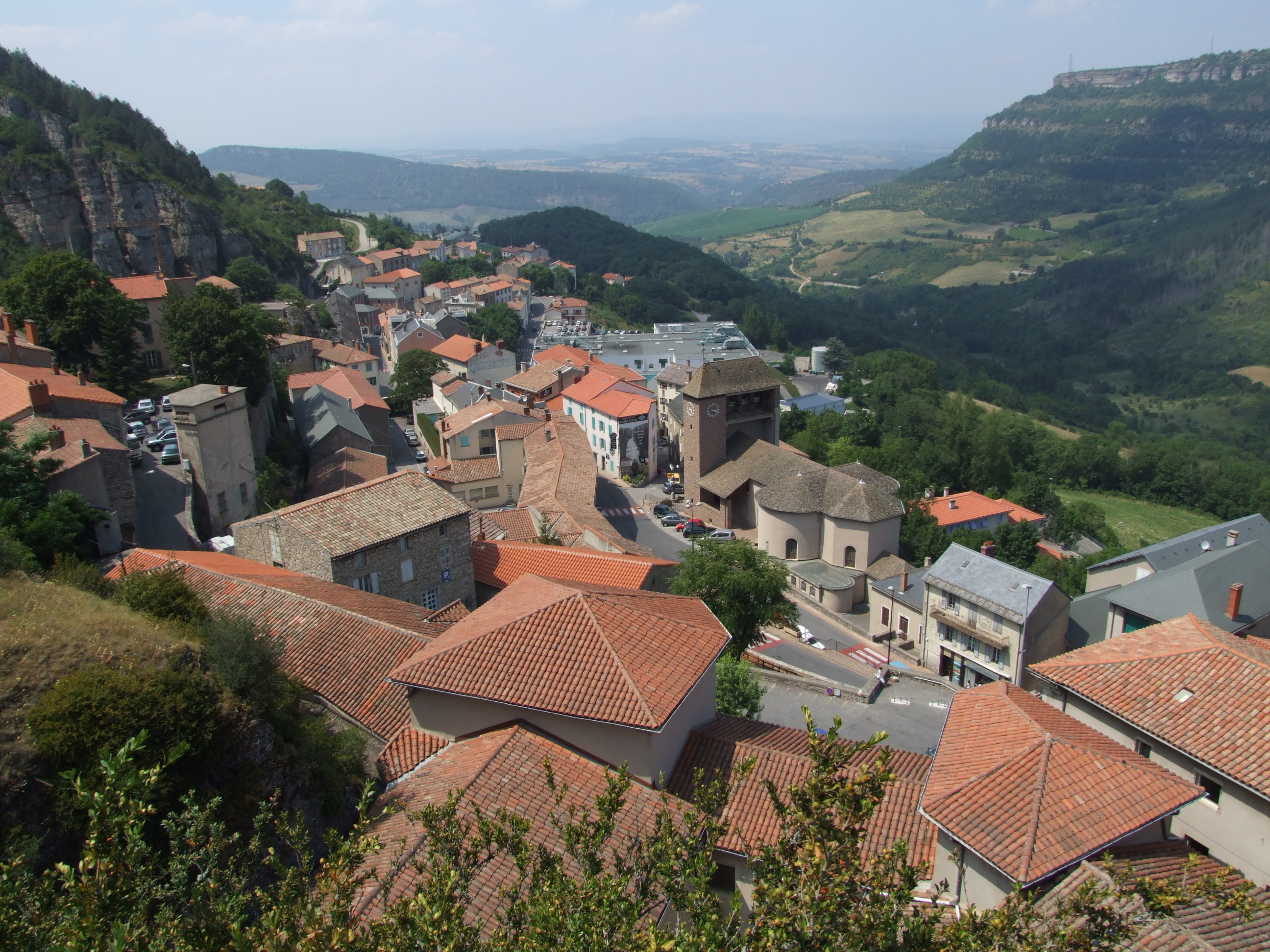
Le village de Roquefort-sur-Soulzon.
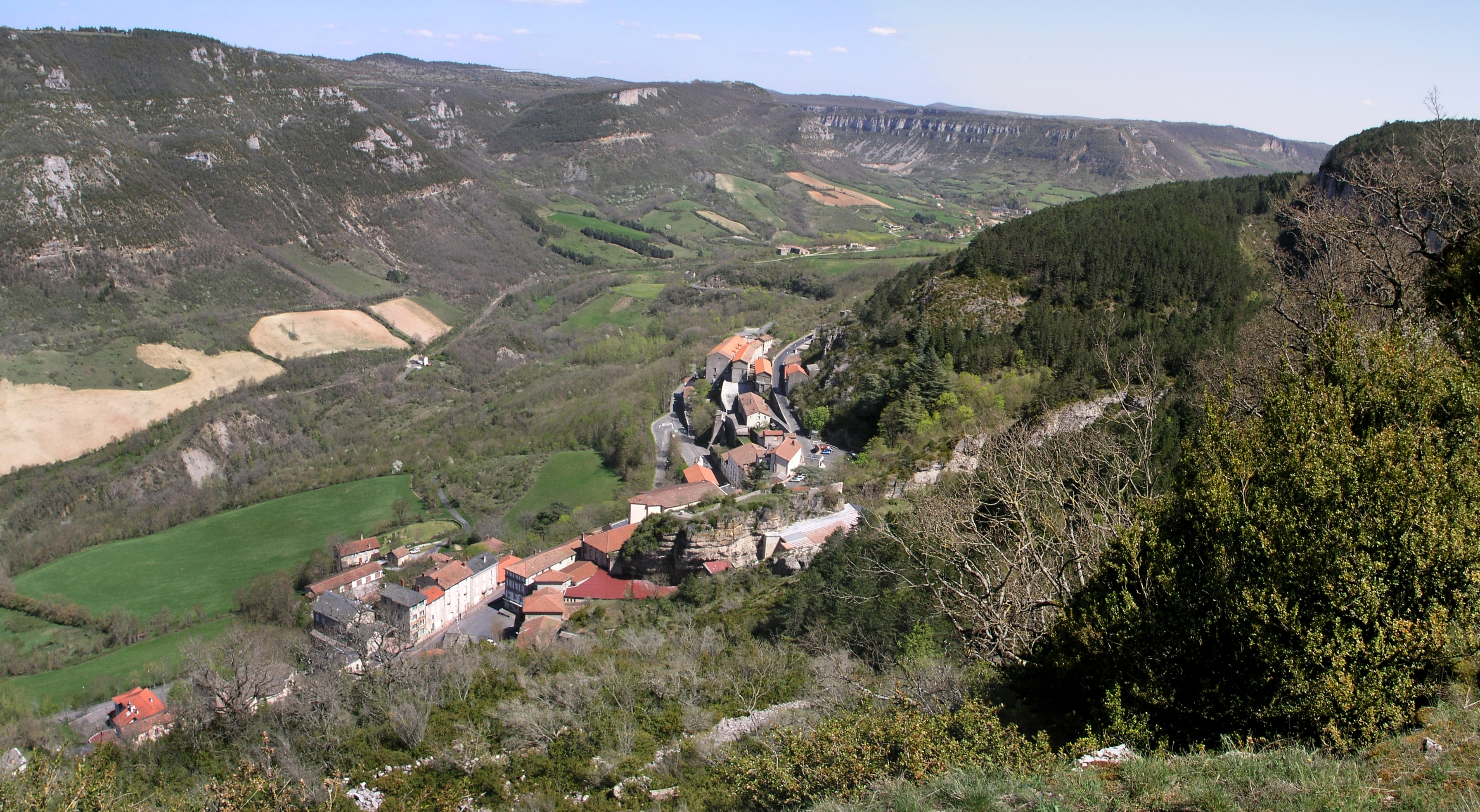
Vue du village de Roquefort depuis les flancs du rocher du Combalou.
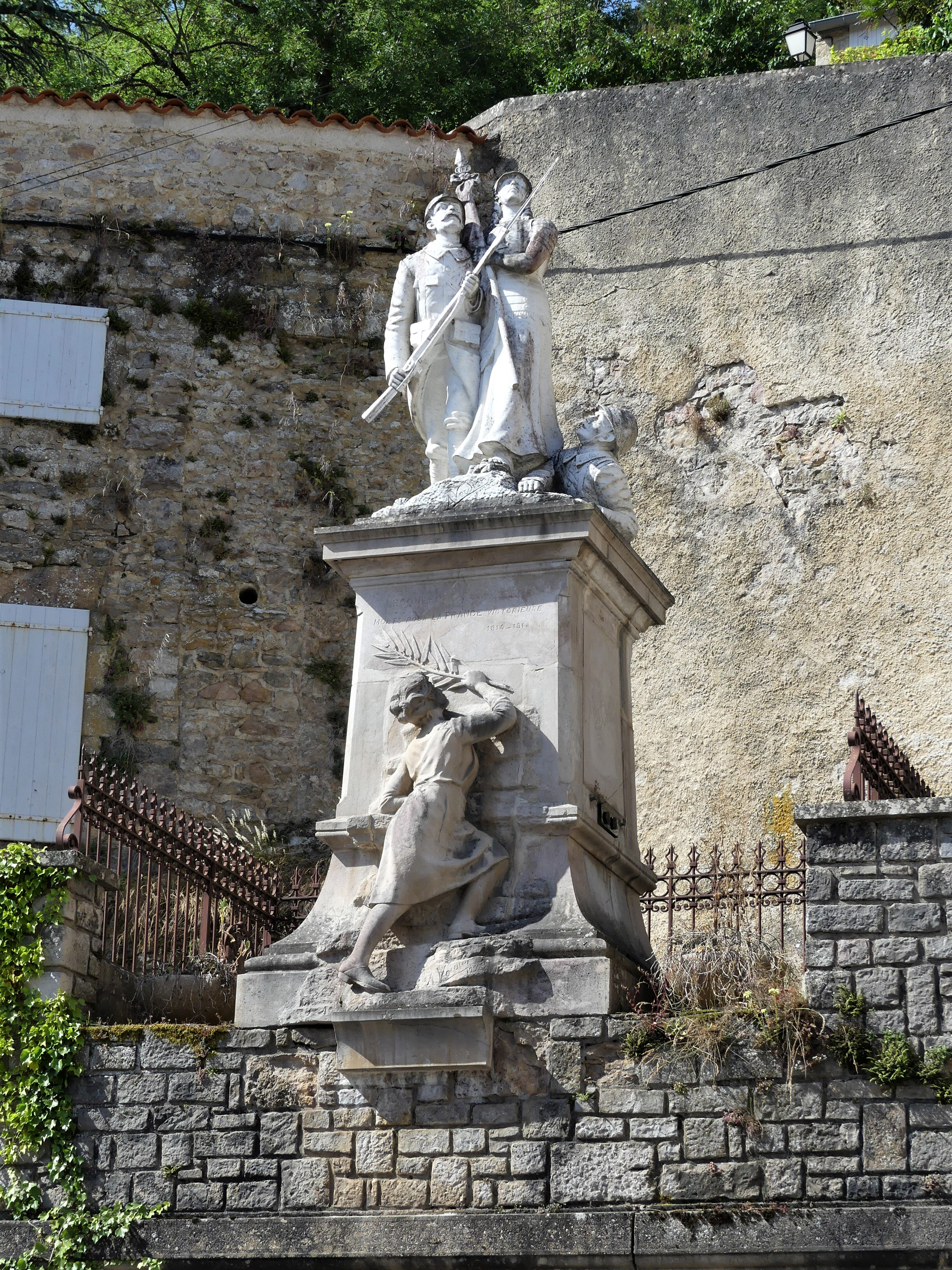
Le monument aux morts.